# Silos à grains de Naantali
Les silos à grains de Naantali (finnois : Naantalin viljasiilot) sont des silos à grains appartenant à la société Suomen Viljava à Naantali en Finlande,.

## Présentation
Construits dans le port de Naantali, ce sont les plus grands silos à grains en béton de Finlande en termes de capacité (300 000 m3 et environ 270 000 tonnes de céréales), qui peuvent contenir plus de la moitié de la consommation annuelle totale de céréales de la Finlande.
La hauteur des silos à grains est de 85 mètres.
Les silos ont été construits en trois phases en 1959, 1970 et 1982. 
Il y a au total 180 silos, dont la capacité du plus petit est d'environ 200 tonnes et la capacité du plus grand de 3 500 tonnes.
Le déchargement et le chargement des navires s'effectuent sur deux lignes distinctes, chacune ayant une capacité d'environ 250 tonnes par heure. 
Il existe quatre lignes différentes pour les camions, dont les deux plus grandes ont une capacité de 250 tonnes par heure et par ligne et les deux plus petites ont une capacité de 120 tonnes par heure et par ligne.
L'emplacement des silos à grains à Naantali a été choisi en raison de la présence d'une industrie agroalimentaire et du port de Naantali, ainsi que de bonnes liaisons routières et ferroviaires.

## Galerie

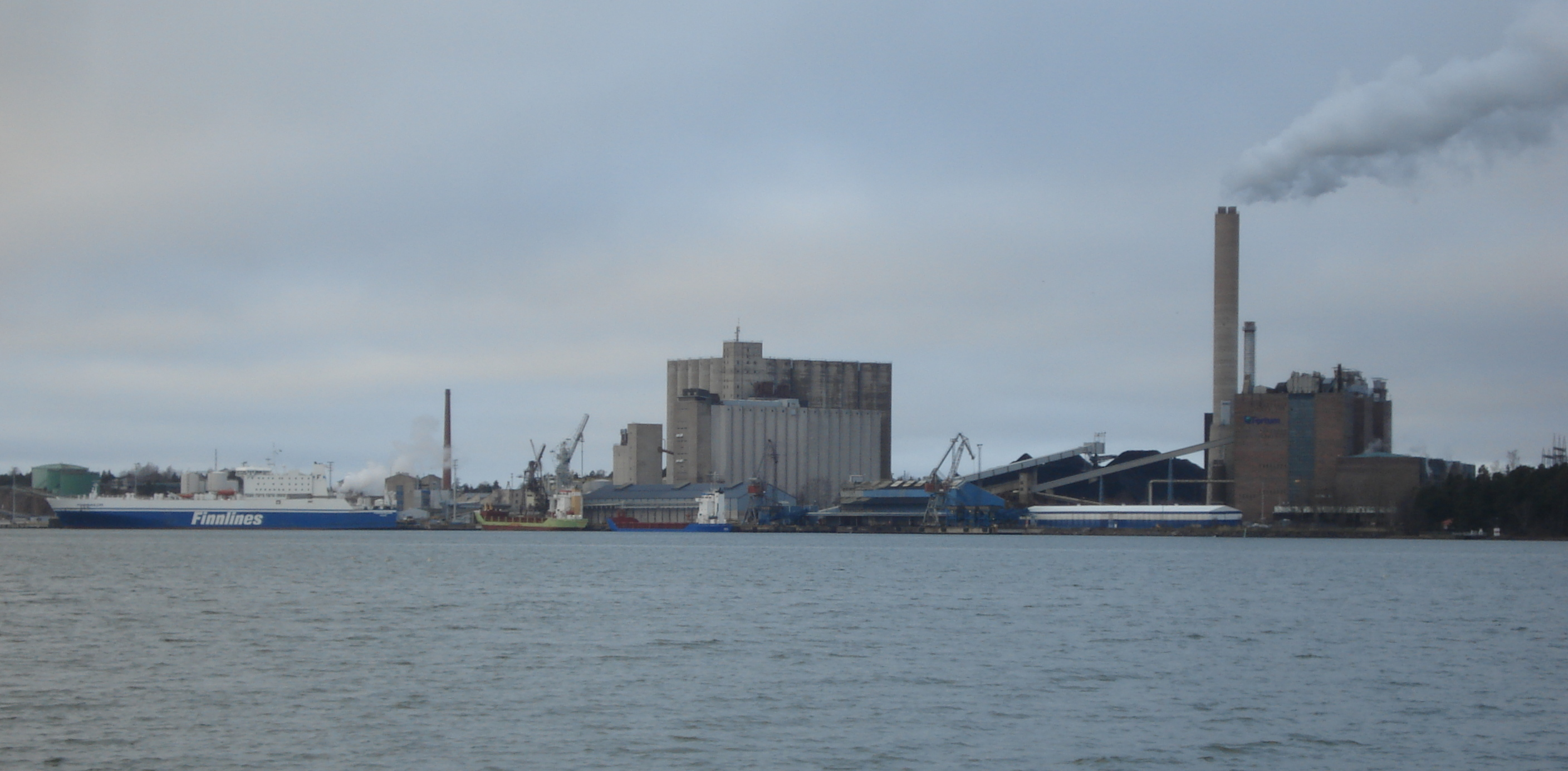
Les silos à grains et le port de Naantali.